# High Sunderland

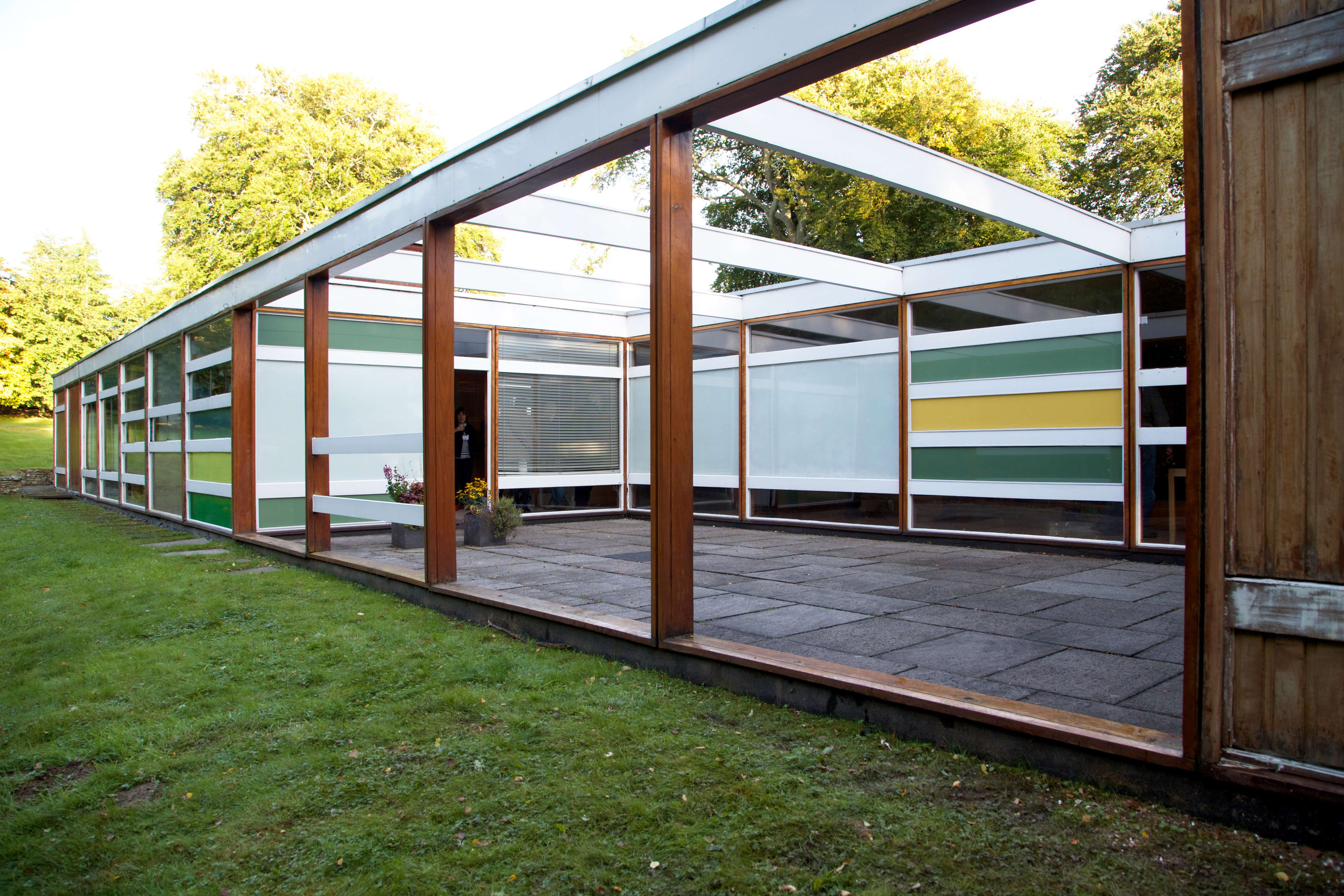
High Sunderland

High Sunderland, auch Bernat Klein House, ist eine Villa nahe der schottischen Kleinstadt Selkirk in der Council Area Scottish Borders. 2007 wurde das Bauwerk in die schottischen Denkmallisten in der höchsten Denkmalkategorie A aufgenommen. Das zugehörige Ausstellungs- und Arbeitsgebäude „The Studio“ ist eigenständig als Kategorie-A-Bauwerk klassifiziert.

## Geschichte
Der schottische Textildesigner und Künstler serbischer Abstammung Bernat Klein ließ High Sunderland 1957 errichten. Zur Planung engagierte er den schottischen Architekten Peter Womersley, nachdem er dessen Arbeit Farnley Hey im englischen Huddersfield gesehen hatte. Klein wohnte auf High Sunderland und nutzte das nebengelegene Studio als Arbeits- und Ausstellungsraum. 1982 wurde die Villa zeitgenössisch erweitert. Ernő Goldfinger orientierte sich bei der Planung seiner Ende der 1960er Jahre entstandenen Villa Benjamins Mount an High Sunderland.

## Beschreibung
Die Villa liegt isoliert abseits der A707 rund 2,5 km nördlich des Zentrums von Selkirk und wenige hundert Meter westlich des rechten Ufers des Ettrick Water. Die einstöckige Villa steht stilistisch im Einklang mit der Architektur der ausklingenden Moderne. Der Flachdachbau ist mit Makoreelementen gestaltet. Klein fügte später ein vertikales Mosaik im Zugangsbereich hinzu. Der Innenraum ist im Stile Womersleys mit offenen Räumen und flächigen Fensterelementen gestaltet. Neben Holzarbeiten aus Abachi, Walnuss und Palisander, sind zahlreiche von Klein entworfene Textilmöbel erhalten. Die Böden sind weitgehend hochwertig gefliest.

## The Studio

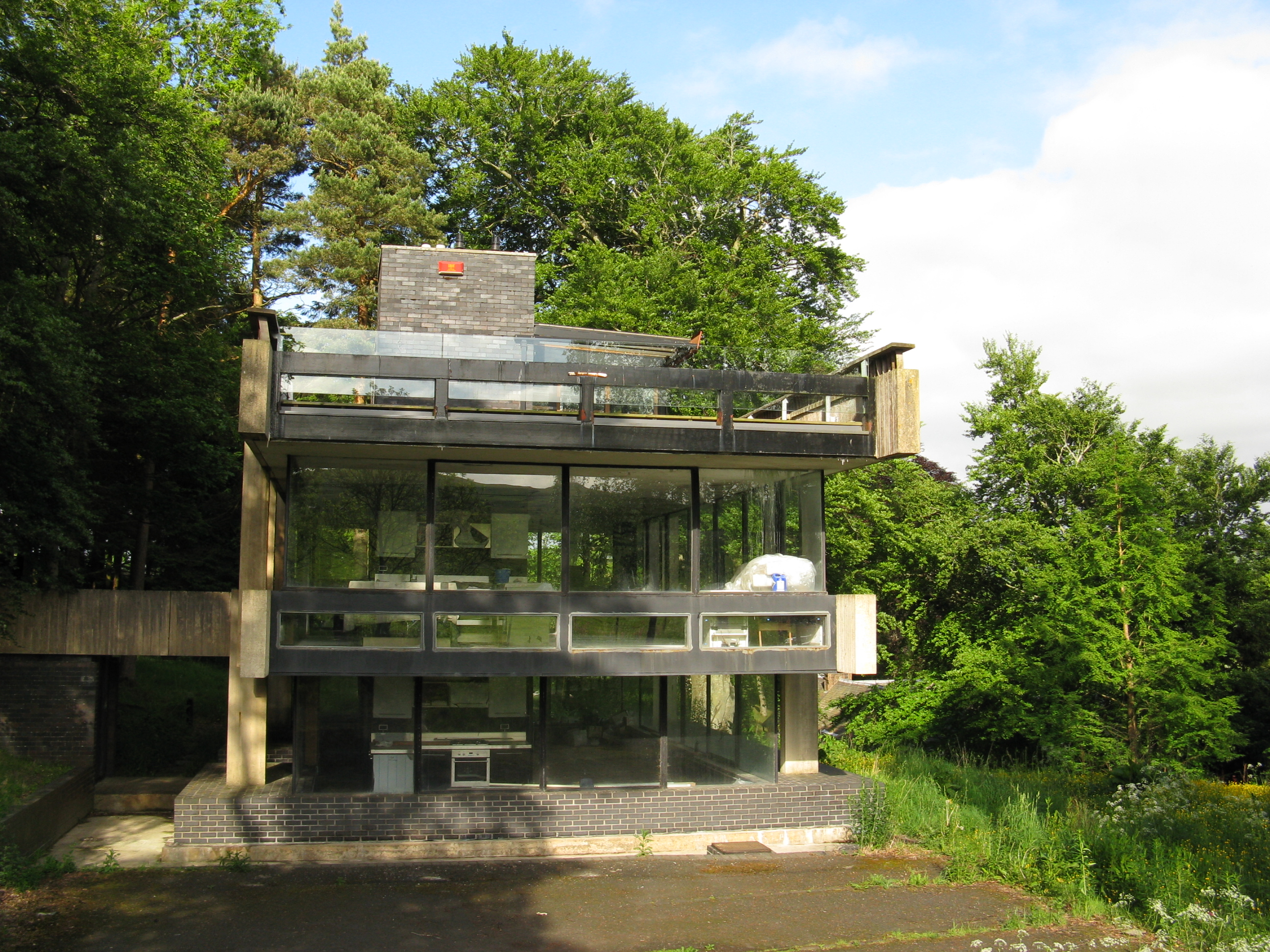
The Studio

Das rund 100 m südlich gelegene Studio, auch Bernat Klein Studio, wurde nach einem Entwurf Womersleys 1972 erbaut. Es gilt als Bindeglied zwischen den beiden Stilen des Architekten, dem durch horizontale Fensterelemente strukturierten sachlichen Stil, wie er bei High Sunderland zu finden ist, und dem skulpturalen Stil mit Sichtbetonelementen, in dem beispielsweise das Stadion Netherdale gestaltet wurde. Womersley ließ Anleihen aus Frank Lloyd Wrights Gestaltung von Fallingwater einfließen, auf Grund derer er sich nach eigenem Bekunden als Heranwachsender für das Architekturstudium entschied. Das Gebäude mit seinen allseitigen flächigen Glaselementen in Aluminiumrahmen ruht auf seinen vier Eckpfeilern. Im Inneren führt ein vollständig umschlossener backsteinerner Aufgang in das Obergeschoss. Er setzt sich bis oberhalb der Dachterrasse fort. 2002 wurde das leerstehende Gebäude in das schottische Register gefährdeter denkmalgeschützter Bauwerke aufgenommen. Sein Zustand wurde 2018 als schlecht bei gleichzeitig mäßiger Gefährdung eingestuft.